# تشيلي في الألعاب الأولمبية الصيفية 2012
تشيلي في الألعاب الأولمبية الصيفية 2012 من المقرر ان تدخل تشيلي للمنافسة في دورة ألعاب أولمبية صيفية 2012، لندن المملكة المتحدة، في الفترة من 27 يوليو - 12 أغسطس 2012. وستشارك ب 35 رياضي في17 رياضة